# Weidhausen bei Coburg
Weidhausen bei Coburg este o comună aflată în districtul Coburg, landul Bavaria, Germania.